# Бутлегер
Бутле́ґер (англ. bootlegger сленг «контрабандист»; «підпільний торговець») — підпільний торговець спиртним під час дії Сухого закону в США в 1920-ті — 1930-ті роки. У широкому сенсі слова — торговець різними контрабандними товарами, але частіше за все самогонними спиртними напоями, музичними записами або уживаними автомобілями.

## В кінематографі
- У середовищі бутлегерів відбувається дія фільму Робера Енріко «Ромовий бульвар» (1971).
- Із полювання за бутлегерами починається знаменитий фільм Біллі Уайлдера «У джазі тільки дівчата» (1959).
- Головний герой фільму «Одного разу в Америці», починаючи з дитячої банди, займається бутлегерскім бізнесом до самого скасування «сухого закону».
- Герої фільму «Паперовий місяць» вкрали у бутлегера велику партію віскі, а потім перепродали її йому ж.
- Головний герой фільму «Безславні виродки» американський лейтенант Альдо Рейн (Бред Пітт) згадує, що до війни на батьківщині займався бутлегерством.
- Тимчасове перемир'я між двома бандами бутлегерів порушує герой Брюса Вілліса у фільмі «Герой-одинак» (1996), переслідуючи свої власні цілі.
- Головний герой фільму «Легенди осені», якого грає Бред Пітт, — бутлегер.
- «Ревучі двадцяті» (англ. The Roaring Twenties) — фільм 1939 року, радянським глядачам відомий як «Доля солдата в Америці». Ця історія про двох фронтових друзів, від безвиході зайнялися якраз бутлегерством. Ролі друзів зіграли Гамфрі Боґарт і Джеймс Кегні.
- У радянсько-польському фільмі «Дежа вю» показано полювання на якогось Міка Нича, він же Микита Нечипорук, який втік від помсти американських бутлегерів в Одесу, де він вирішив відкрити «Великий Самогонний Шлях» через всю Росію до берегів Аляски. Пляшки з самогоном були заховані в буханки хліба і повинні були доставлятися в Америку їздовими собаками.
- Бутлегерство присвячений телесеріал «Підпільна імперія», головну роль в якому виконує Стів Бушемі.
- У 2012 році вийшов фільм «Найп'янкіший округ у світі», що розповідає про боротьбу і співробітництво бутлегерів з поліцією.
- У фільмі «Великий Гетсбі» 2013 року головний герой Джей Гетсбі — бутлегер.
- У фільмі «Закон ночі» 2016 року головний герой заробляє бутлегерством, в результаті він виявляється залучений в життя кримінального світу.
- Фільм Бутлегери — американська драма режисера Роя Шелдона 1922 року.
- Російський радянський короткометражний художній фільм-комедія Леоніда Гайдая — Самогонники (1961)

## В літературі
- Френсіс Скотт Фіцджеральд «Великий Гетсбі» (1925)

## Відомі бутлегери в історії
- Аль Капоне — американський гангстер, відомий під кличкою «Обличчя зі шрамом»[1]
- Джордж «Кулемет» Келлі Барнс — американський гангстер часів сухого закону.
- Джозеф Кеннеді — батько 35-го президента США, Джона Фіцджеральда Кеннеді
- Меєр Ланськи — американський гангстер, в майбутньому — один з батьків-засновників грального бізнесу в США і на Карибських островах
- Чарльз «Щасливчик» Луча́но(Сальвато́ре Лука́нія) — бос босів, організував «Велику сімку» — супертрест гангстерів з продажу спиртного. Засновник п'яти глав сімейств Нью-Йорка. Він був ініціатором особливого підрозділу «Кози ностри» — «Корпорації вбивць». За його рекомендацією «Корпорацію вбивць» очолив Альберт Анастазія.
- Попкорн Саттон